# Китай близко
«Китай близко» (итал. La Cina è vicina) — итальянский драматический фильм режиссера Марко Беллоккьо, вышедший на экраны 22 сентября 1967 года в Италии.

## Сюжет
Гордини Мальвецци — семья из дворянского рода Романьи, членами которой являются Елена, Витторио и Камилло. Графиня Елена — привлекательная женщина средних лет. Она играет роль матриарха и заводит сексуальные отношения с незнакомцами из города, но избегает дальнейших отношений из страха, что людям от неё нужны только деньги. Граф Витторио — светский профессор, который предпринял тщетные попытки начать политическую карьеру. С другой стороны, Камилло — семнадцатилетний студент семинарии, который находится в постоянной борьбе со своим аристократическим образованием и католическим воспитанием. Он воспринимает жесткую маоистскую политическую линию, как символическое восстание. Витторио влюблен в свою секретаршу Джованну, но, несмотря на симпатию с её стороны, она отвергает его ухаживания и заводит отношения с Карло, молодым и амбициозным бухгалтером, который также является казначеем в местном отделении Объединённой социалистической партии. Карло планирует получить место в высшем обществе благодаря женитьбе на Елене, а партия предлагает Витторио кандидатуру на выборах в местную администрацию. Когда Витторио в конце концов перестает поддерживать «организацию» Камилло ради своей социалистической кандидатуры, Камилло нацеливается подорвать кампанию своего брата.

## В ролях
- Глауко Маури[англ.] — Витторио
- Эльда Таттоли[англ.] — Елена
- Паоло Грациози — Карло
- Даниела Сурина[англ.] — Джованна
- Пьерлуиджи Апра — Камилло
- Алессандро Абер[англ.] — Роспо
- Клаудио Трьонфи[англ.] — Джакомо
- Лаура де Марки[англ.] — Клотильде
- Клаудио Кассинелли[англ.] — Фурио
- Россано Яленти
- Мимма Бискарди

## Критика
Фильм был горячо принят Полин Кейл в журнале The New Yorker:
«Китай рядом» представляет осложненную форму классической комической оперы… Беллоккьо использует обратную сторону семейной жизни для пограничного ужаса и юмора. Его люди настолько ужасны, что кажутся смешными … [Беллоккьо] … всего двадцать восемь — возможно, только очень молодой режиссер может сосредоточиться на таких грациозных, подлых людях с таким большим удовольствием … он, вероятно, демонстрирует самую плавную режиссерскую технику со времен Макса Офюльса...
Фильм был выбран в качестве итальянской заявки в категории «Лучший фильм на иностранном языке» на 40-й церемонии вручении наград премии «Оскар», но в итоге не был номинирован.

## Награды
- Фильм принимал участие в кинофестивалях, побеждал и получил 5 наград[1]